# 멜빈 업턴 주니어
B. J. 업턴(B. J. Upton, 본명: 멜빈 이매뉴얼 업턴 주니어, Melvin Emanuel Upton Jr., 1984년 8월 21일 ~ )는 미국의 전직 프로 야구 중견수이다. 탬파베이 데블레이스/레이스, 애틀랜타 브레이브스, 샌디에고 파드리스, 토론토 블루제이스에서 메이저 리그베이스볼(MLB)에서 활약했다.
업턴은 그의 형제 저스틴 업턴과 함께 애틀랜타 브레이브스 및 샌디에이고 파드레스의 멤버로 활약했다. 이들은 MLB 역사상 드래프트의 1번과 2번 자리에 선정된 유일한 두 형제이다(별도의 해에). 업턴 형제는 한 시즌에 20홈런과 20도루를 기록한 최초의 형제이기도 하다.